# Glagolitisch alfabet

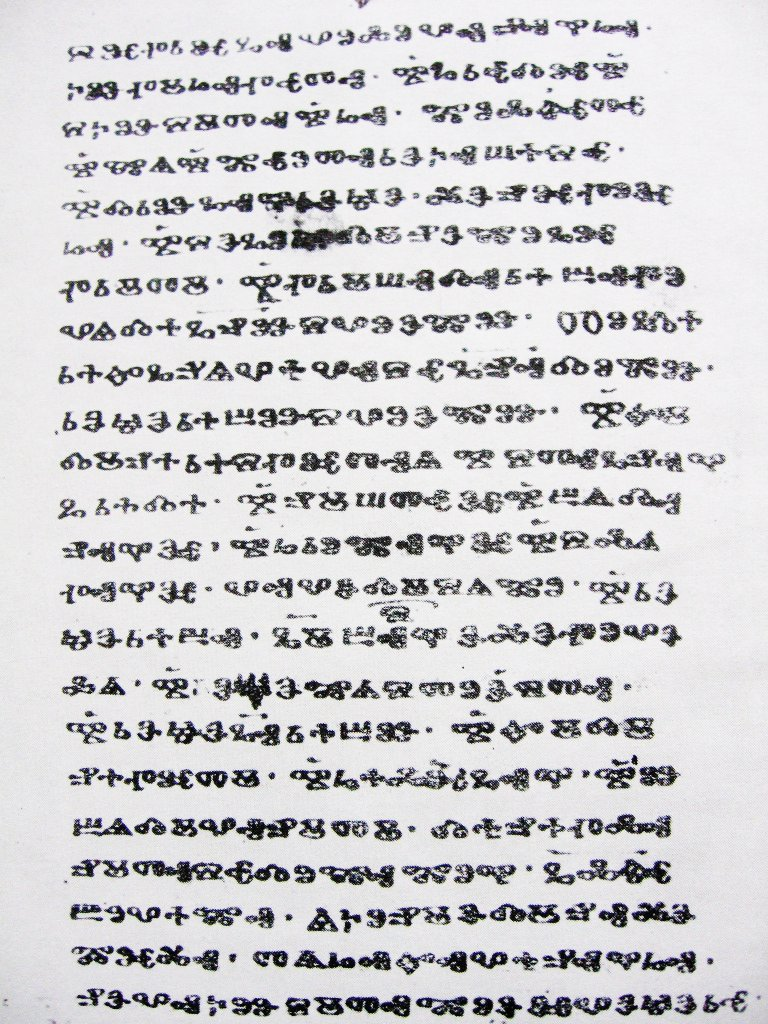
Pagina met tekst in glagolitisch alfabet

Het glagolitisch alfabet is het oudste schrift dat ontworpen is voor een Slavische taal. Het werd naar men aanneemt rond 862-863 ontworpen voor het Oudkerkslavisch door de monniken Constantijn de Filosoof (ook wel Cyrillus van Saloniki genoemd) en Methodius, twee broers uit Thessaloniki (in de vroege middeleeuwen een stad in Slavisch gebied). De naam is afgeleid van twee Slavische woorden die veel voorkwamen in religieuze teksten: glagolъ ('woord') en glagolati ('spreken') — glagolitisch betekent dan ook zoveel als fonetisch.
Het glagolitisch alfabet wordt tegenwoordig niet meer gebruikt. Bij de orthodoxe Slaven is het glagolitisch alfabet verdrongen door het eenvoudiger cyrillisch schrift; bij de rooms-katholieke Slaven heeft het uiteindelijk plaatsgemaakt voor het Latijnse alfabet. Teksten in het glagolitisch alfabet kunnen zonder verlies van informatie ook met het cyrillische alfabet worden weergegeven.

## Vorm

### Herkomst
Het glagolitisch alfabet is geïnspireerd op verschillende alfabetten plus drie christelijke symbolen: het kruis, de cirkel (als symbool van de volmaaktheid) en de driehoek (als symbool van de Heilige Drie-eenheid). In tegenstelling tot het cyrillische alfabet is het glagolitisch alfabet dus niet direct van het Griekse alfabet afgeleid. De alfabetten die als inspiratie dienden zijn onder andere het Latijnse (de letter v; vĕdĕ), het Griekse (de letter f; frьtъ), het cursief geschreven Griekse (de letter m; myslite), het Samaritaanse (de letter b; buky) en het Hebreeuwse (de letter k, kako).
Evenals in het Grieks hebben de letters in het glagolitische en ook in het cyrillische alfabet een naam waarvan de eerste letter overeenkomt met de betreffende letter. Deze namen zijn van later datum en dienden waarschijnlijk als ezelsbruggetje.

### Het glagolitisch naast het cyrillisch
| Teken | Teken                    | Naam       | Uitspraak | Oorsprong                                              | Cyrillisch |
| ----- | ------------------------ | ---------- | --------- | ------------------------------------------------------ | ---------- |
| Ⰰⰰ    | az                       | az         | /a/       | Het kruisteken, of Hebreeuws א (alef)                  | (А а)      |
| Ⰱⰱ    | buky                     | buky       | /b/       | Onbekend, Samaritaans /m/ is het gespiegelde teken     | (Б б)      |
| Ⰲⰲ    | vĕdĕ                     | vĕdĕ       | /v/       | Waarschijnlijk van de Latijnse V                       | (В в)      |
| Ⰳⰳ    | glagoli                  | glagoli    | /g/       | Cursief Grieks γ (gamma)                               | (Г г)      |
| Ⰴⰴ    | dobro                    | dobro      | /d/       | Griekse Δ Delta (vgl. /v/ als omgekeerde /d/)          | (Д д)      |
| Ⰵⰵ    | estъ                     | estъ       | /ɛ/       | Mogelijk Samaritaans /he/ of Grieks nummer sampi (900) | (Е е)      |
| Ⰶⰶ    | živĕte                   | živĕte     | /ʒ/       | Onbekend                                               | (Ж ж)      |
| Ⰷⰷ    | #675;elo                 | ʣelo       | /ʣ/       | Onbekend                                               | (Ѕ ѕ)      |
| Ⰸⰸ    | zemlja                   | zemlja     | /z/       | Waarschijnlijk variant van Grieks θ (thèta)            | (З з)      |
| Ⰹⰹ Ⰺⰺ | I · iže                  | iže        | /i/       | Waarschijnlijk van de Griekse ι jota met diëresis      | (И и)      |
| Ⰻⰻ    | i                        | i          | /i/       | Onbekend                                               | (І і)      |
| Ⰼⰼ    | ģerv                     | ģerv       | /ʤ/       | Onbekend                                               | (Ћ ћ)      |
| Ⰽⰽ    | kako                     | kako       | /k/       | Hebreeuws ק (koef)                                     | (К к)      |
| Ⰾⰾ    | ljudie                   | ljudie     | /l/       | Waarschijnlijk cursief Griekse λ (lambda)              | (Л л)      |
| Ⰿⰿ    | myslite                  | myslite    | /m/       | Cursief Griekse μ (mu)                                 | (М м)      |
| Ⱀⱀ    | našь                     | našь       | /n/       | Onbekend                                               | (Н н)      |
| Ⱁⱁ    | onъ                      | onъ        | /ɔ/       | Onbekend                                               | (О о)      |
| Ⱂⱂ    | pokoi                    | pokoi      | /p/       | Mogelijk een variant van vroeg-Griekse π (pi)          | (П п)      |
| Ⱃⱃ    | rьci                     | rьci       | /r/       | Mogelijk verwant aan cursief Grieks ρ (rho)            | (Р р)      |
| Ⱄⱄ    | slovo                    | slovo      | /s/       | Onbekend                                               | (С с)      |
| Ⱅⱅ    | tvrьdo                   | tvrьdo     | /t/       | Mogelijk de kruisbalk van cursief Grieks τ (tau)       | (Т т)      |
| Ⱆⱆ    | ukъ                      | ukъ        | /u/       | Ligatuur van onъ en ižica                              | (У у)      |
| Ⱇⱇ    | frьtъ                    | frьtъ      | /f/       | Variant op de Griekse Φ (phi)                          | (Ф ф)      |
| Ⱈⱈ    | xĕrъ                     | xĕrъ       | /x/       | Onbekend, vergelijk /g/ en Latijnse h                  | (Х х)      |
| Ⱉⱉ    | otъ                      | otъ        | /o/       | Ligatuur van onъ en zijn spiegelbeeld                  | (Ѿ ѿ)      |
| Ⱋⱋ    | šta                      | šta        | /ʃt/      | Ligatuur van ša bovenop tvrьdo                         | (Щ щ)      |
| Ⱌⱌ    | ci                       | ci         | /ʦ/       | Hebreeuws צ (tsaddie)                                  | (Ц ц)      |
| Ⱍⱍ    | Cherv                    | črьvь      | /ʧ/       | Onbekend                                               | (Ч ч)      |
| Ⱎⱎ    | ša                       | ša         | /ʃ/       | Hebreeuws ש (sjien)                                    | (Ш ш)      |
| Ⱏⱏ    | erъ                      | erъ        | /ъ/, /ə/  | Onbekend                                               | (Ъ ъ)      |
| Ⱐⱐ    | erь                      | erь        | /ь/       | Onbekend                                               | (Ь ь)      |
| Ⱑⱑ    | jatь                     | jatь       | /ě/       | Mogelijk van een epigrafische Griekse Α (alfa)         | (Ѣ ѣ)      |
| Ⱓⱓ    | ju                       | ju         | /ju/      | Onbekend                                               | (Ю ю)      |
| Ⱔⱔ    | Nasaliteit               | Nasaliteit | N         | Voorste nasaalvocaal, van Grieks Ε (epsilon)           | (Ѧ ѧ)      |
| Ⱗⱗ    | Jus Malij                | Nasale e   | /ę/       | Voorste nasaalvocaal, ligatuur van estъ en nasaliteit  | (Ѩ ѩ)      |
| Ⱘⱘ    | Jus Bolshoj              | Nasale o   | /ơ/       | Achterste nasaalvocaal, ligatuur van onъ en nasaliteit | (Ѫ ѫ)      |
| Ⱙⱙ    | Jus Bolshoj Jotirovannij | Nasale ö   | /jơ/      | Ligatuur van een onbekende letter en nasaliteit        | (Ѭ ѭ)      |
| Ⱚⱚ    | fita                     | fita       | /f/       | Van de Griekse θ (thèta)                               | (Ѳ ѳ)      |
| Ⱛⱛ    | ižica                    | ižica      | /v/, /i/  | Ligatuur van iže en erь                                | (Ѵ ѵ)      |

### Schrijfconventies

#### Ligaturen
In het glagolitisch alfabet worden sommige klanken weergegeven door ligaturen: twee of meer afzonderlijke letters die gecombineerd worden tot één nieuw symbool. Een voorbeeld van een ligatuur is de letter u (ukъ), die is samengesteld uit de letters onъ (o) en ižica, waarvan de laatste op zijn beurt weer is samengesteld uit i en erь (ị). Het glagolitisch kon door zijn vorm gemakkelijk ligaturen maken. Ook in het Latijnse schrift komen ligaturen voor, zoals æ en œ.

#### Afkortingen
Naast ligaturen komen in het glagolitisch (en ook in het cyrillisch) veelvuldig afkortingen voor. Afkortingen worden aangeduid door de titlo, een teken dat er enigszins uitziet als een liggende ∫ boven de afkorting. Deze wijze van afkorten komt voort uit het Hebreeuws, waar iets dergelijks werd gedaan met de onuitsprekelijke naam van God. In de Hellenistisch-Griekse vertalingen van het Oude Testament werd de naam van God ook afgekort, waarna ook andere zogeheten heilige woorden (nomina sacra) werden afgekort. Voorbeelden van afkortingen zijn isъ voor iisusъ (Jezus) en spъ voor spasъ (Verlosser).

## Geschiedenis van het schrift

### De Moravische missie (860)
In Groot-Moravië bevonden zich in de negende eeuw missionarissen uit vele landen (zowel rooms-katholieke als oosters-orthodoxe) en dat zorgde voor verwarring. In de hagiografie van Methodius (de Vita Methodii) is te lezen hoe de toenmalige Moravische heerser Rostislav de jonge Byzantijnse keizer Michael III daarop vroeg Slavischsprekende missionarissen naar Moravië te sturen, om het volk de waarheid te leren, en het evangelie te verkondigen in de landstaal in plaats van in het Latijn. De patriarch van Constantinopel, Photios I, droeg Constantijn op naar Moravië te vertrekken. In de negende eeuw waren de verschillende Slavische dialecten onderling verstaanbaar. In de voorbereiding op het vertrek ontwierp Constantijn een alfabet voor het Slavische dialect van zijn geboorteplaats Thessaloniki. Dit alfabet zou later het glagolitisch alfabet worden genoemd. Als eerste vertaalde Constantijn het evangelie van Johannes uit het Grieks naar het Slavisch, in het nieuw ontworpen alfabet.
De broers werden bij aankomst in Moravië echter niet hartelijk ontvangen. Rostislav, die in 864 een nederlaag had geleden tegen de Franken en de Bulgaren, was niet in de positie Constantijn en Methodius bij te staan. Het Moravische godsdienstige leven werd bepaald door de Frankisch-Beierse clerus, die Constantijn en Methodius aan alle kanten tegenwerkte. Vooral het gebruik van de volkstaal was de clerus een doorn in het oog. Bovendien bleek het heidendom nog steeds diepgeworteld te zijn bij de plaatselijke bevolking, en zo gebeurde het dat na slechts 40 maanden werk de twee broers Moravië verlieten en aan de terugreis naar Byzantium begonnen, met medeneming van hun Moravische leerlingen.

### De Pannonische periode
Op weg terug naar Byzantium stopten de broers in Blatnograd (Duits: Moosburg), de hoofdstad van Pannonië, aan de oevers van het Balatonmeer in het huidige Hongarije. Hier werden de broers wel warm onthaald; Kocel, de hertog van Pannonië, was erg enthousiast over de nieuwe letters en leerde ze zelf lezen en schrijven. Bovendien stuurde hij vijftig studenten naar Constantijn en Methodius om de letters te bestuderen. Na de dood van Constantijn (die zichzelf inmiddels Cyrillus was gaan noemen) in 869 in Rome, keerde Methodius terug naar Pannonië en Moravië om daar een aartsbisschoppelijke zetel te bezetten. Na Methodius' dood in 885 werden zijn leerlingen gevangengezet, verbannen of als slaaf verkocht. Door de verbanning verspreidde het glagolitisch zich over de Balkan (met name in Preslav en Ohrid aan het Meer van Ohrid in het huidige Noord-Macedonië en langs de Adriatische Zee) en zelfs tot in Rusland.

### De late middeleeuwen en daarna
Eveneens aan het eind van de negende eeuw ontstond in Preslav het op het Griekse alfabet gebaseerde cyrillische schrift, waarschijnlijk ontworpen door een van de leerlingen van Methodius. Het cyrillische alfabet was aanzienlijk eenvoudiger dan het glagolitische, zeker voor degenen die vertrouwd waren met het Griekse, wat bijgedragen heeft aan de snelle verdringing van het glagolitische alfabet door het cyrillische.
Behalve voor het Oudkerkslavisch heeft het glagolitisch schrift alleen bij de katholieke Slaven een tijdlang standgehouden, maar het moest uiteindelijk plaatsmaken voor het Latijnse alfabet. Vooral in het westen van Kroatië bleef het gebruik van het alfabet bestaan; in een handvol katholieke parochies in Noordwest-Dalmatië, voornamelijk op de Kornati-eilanden, is het glagolitisch alfabet tot in het begin van de twintigste eeuw tijdens de liturgie gebruikt. Tot de veertiende en vijftiende eeuw werd het glagolitisch alfabet sporadisch gebruikt in Bohemen en Polen.
In Kroatië ontwikkelde het glagolitisch zich van ronde vormen tot een hoekiger variant, het Kroatisch glagolitisch. In Kroatië ligt ook de oorsprong van de aanduiding glagolitisch; tot na de middeleeuwen werd het glagolitisch alfabet 'cyrillisch' genoemd.

## Bankbiljetten en munten

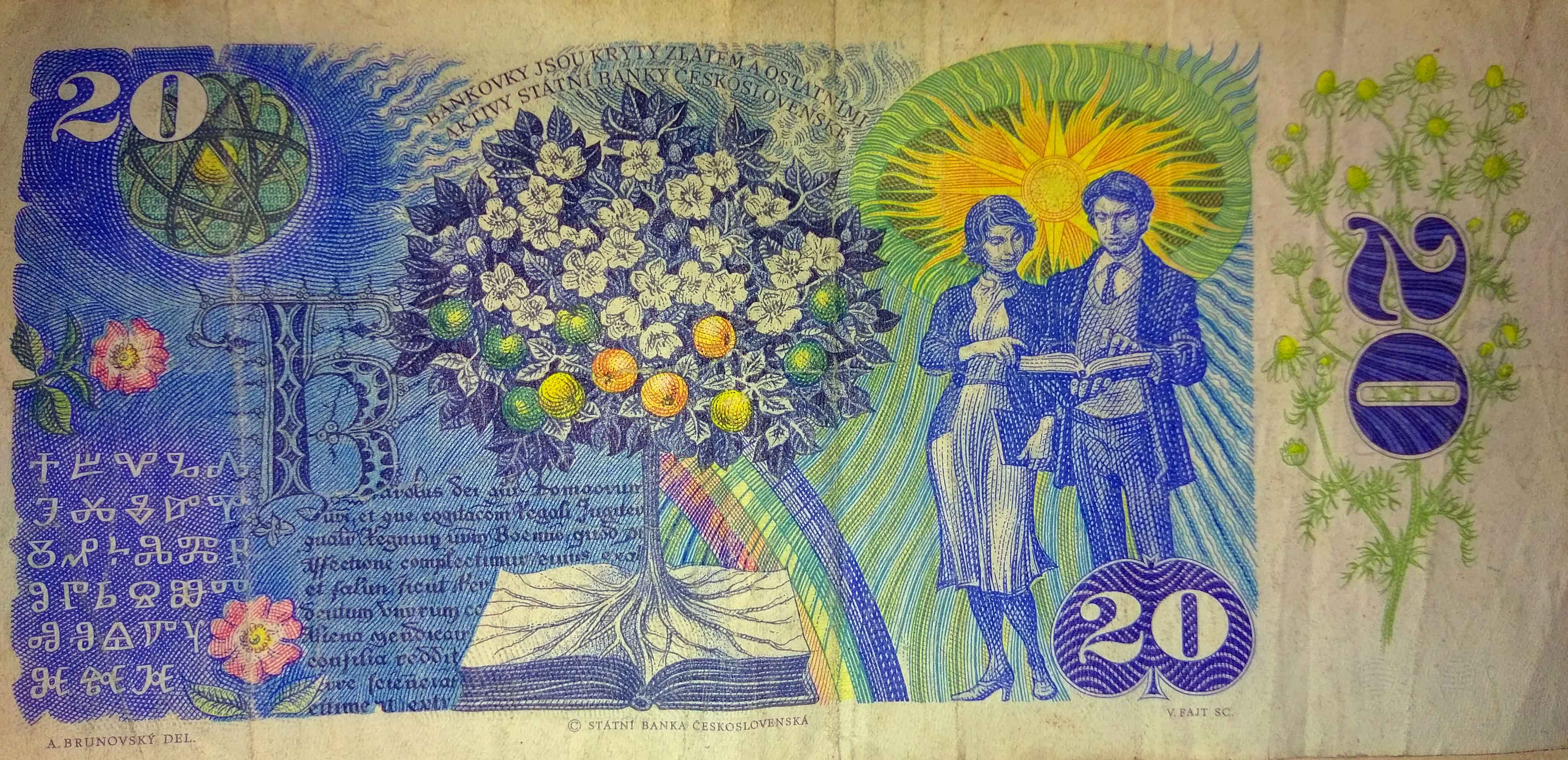
20 kronen biljet van Tsjecho-Slowakije

Het glagolitisch alfabet staat deels afgebeeld op de achterkant van het (laatste) 20 kronen biljet van Tsjecho-Slowakije, dat van 1 oktober 1988 tot 31 juli 1993 in omloop was. Dertig van de 41 tekens van het alfabet staan op dit bankbiljet. Het Glagolitische schrift staat ook op de Kroatische 1, 2 en 5 centmunten.

## Populaire cultuur
- Het glagolitisch alfabet is gebruikt in de IMAX-3D-film Alien Adventure, waar het dienstdoet als het schrift van een buitenaardse soort, waarvan de leider Cyrillus heet. De taal die de aliens in deze (Belgische) film spreken is overigens Waals.
- Het glagolitisch alfabet is gebruikt in The Adrenalini Brothers, een serie tekenfilmpjes van 1 minuut, als alfabet van het fictieve land Réndøosîa.
- Het alfabet werd gebruikt in de wereld van The Witcher (computerspelserie).